# Ngao Sò Ốc Hến
Ngao Sò Ốc Hến hay Nghêu Sò Ốc Hến là một tuồng tích dân gian rất nổi tiếng từ Bắc chí Nam tại Việt Nam. Nhiều tuyến nhân vật, cũng như tình tiết trong tuồng tích này, dưới nhiều biến thể khác nhau, đã trở thành điển cố, điển tích sân khấu sau này.

## Nguyên bản
Nguyên tên chữ của vở tuồng là Di tình (移情), là một vở tuồng đồ (tức tuồng do các nhà Nho nghèo sáng tác hoặc dựa theo tích dân gian) sáng tác bằng văn vần chữ Nôm, tuy nhiên dân gian thường gọi theo tên một số nhân vật trong tuồng. Tác giả khuyết danh, không rõ thời gian sáng, vở tuồng được xem là xuất phát từ tuồng Quảng Nam, sau lan đến cả Bình Định.

## Nội dung
Trộm Ốc nhờ thầy bói Nghêu (hay Ngao) gieo quẻ chỉ hướng vào ăn trộm nhà Trùm Sò. Ốc đem của trộm được bán cho Thị Hến, một gái góa trẻ đẹp. Lý trưởng và Trùm Sò đến lục soát bắt được tang vật, liền giải Thị Hến lên trình quan huyện. Khi đến công đường, Thị Hến đã làm cho quan huyện và thầy đề mê mệt vì nhan sắc của mình. Kết quả là Trùm Sò mất tiền, thầy Lý bị đòn, Thị Hến được tha bổng. Kết thúc vở là cảnh cả quan huyện, thầy đề, thầy Lý vì mê mẩn Thị Hến chạm mặt nhau và bị các bà vợ đánh ghen tại nhà Thị Hến.

## Giá trị nghệ thuật
Là loại hình tuồng hài, do tác giả sống trong dân gian sáng tác, lấy đề tài trong cuộc sống đời thường và để diễn cho dân chúng xem, nội dung mang tính châm biếm, đả kích quan lại địa phương, giàu chất hài hước, làm cho vở diễn có sức hấp dẫn từ đầu đến cuối... Nhiều nhân vật, diễn tích trong vở trở thành những thành ngữ thông dụng trong dân gian.

## Chuyển thể
Ban đầu, vở tuồng mang tính chất là tuồng dân gian, tình tiết không cố định, chỉ lưu hành trong dân gian vùng Quảng Nam. Khoảng cuối năm 1959, nhà nghiên cứu sân khấu dân gian Việt Nam Hoàng Châu Ký, bấy giờ là Tổng Thư ký Hội Nghệ sĩ sân khấu Việt Nam, đồng thời là thành viên Ban Nghiên cứu nghệ thuật sân khấu, đã cho dựng lại tuồng "Nghêu Sò Ốc Hến" và cho công diễn tại Nhà hát Tuồng Trung ương (Hà Nội), với dàn diễn viên gốc Quảng Nam, Bình Định, gồm Nguyễn Lai (Trùm Sò), Ngô Thị Liễu (bà Huyện), Minh Đức (Thị Hến), Đinh Quả (Đề Lại), nghệ sĩ Kích (Ốc). Khi công diễn vở tuồng đã làm sôi nổi dư luận giới sân khấu, vì không ngờ trong vốn tuồng lại có loại vở hài tuyệt vời như thế.
Với sự thành công của vở tuồng, nhà nghiên cứu Hoàng Châu Ký cùng với nhà nghiên cứu Tống Phước Phổ đã chỉnh lý và biên soạn lại kịch bản vào năm 1965. Đây là kịch bản chính thức đầu tiên của vở tuồng này.
Năm 1967, Xưởng phim truyện Hà Nội đã ghi hình vở tuồng "Nghêu Sò Ốc Hến", do Bắc Xuyên và Trúc Lâm làm đạo diễn, do các diễn viên của Đoàn tuồng Liên khu 5 thủ diễn. Sau đó, "Nghêu Sò Ốc Hến" đã được chuyển thể sang nhiều loại hình sân khấu khác nhau như kịch nói (chuyển thể: Dương Ngọc Đức), chèo (chuyển thể: ?), cải lương (chuyển thể: Nguyễn Thành Châu) và hài kịch "Thị Hến kén chồng" (kịch bản: Phạm Công Trình) do nghệ sĩ Xuân Hinh đóng. Thậm chí, vở diễn còn được biểu diễn nhiều lần ở nước ngoài như Liên Xô, Cộng hòa Czech, Hoa Kỳ. Dù ở loại hình nghệ thuật nào thì cũng trở thành vở diễn hết sức đặc sắc do có nhiều tình tiết bất ngờ, hóm hỉnh thu hút khán giả.

## Một số câu thoại nổi tiếng

Huyện Trìa (Thanh Điền) và Thị Hến (Thanh Kim Huệ) trong vở cải lương "Ngao Sò Ốc Hến", năm 1982.

Tại miền Nam, vở cải lương "Nghêu Sò Ốc Hến" do nghệ sĩ Năm Châu chuyển thể và nghệ sĩ Ba Vân làm đạo diễn, với các diễn viên Trường Xuân (Bói Ngao), Thanh Điền (Huyện Trìa), Thanh Kim Huệ (Thị Hến), Nam Hùng (Thầy Đề), Tô Kim Hồng (Bà Huyện), Giang Châu (Trùm Sò)... đã trở thành một hiện tượng thành công của cải lương sau năm 1975, đến nổi nhiều câu thoại trong vở trở thành nổi tiếng trong dân gian. Hiện tượng này cũng giống như hiện tượng Kim Dung tại miền Nam Việt Nam trước năm 1975. Ví dụ như tên Trùm Sò, là một danh từ riêng, có một thời gian đã trở thành một danh từ chung, một tính từ, đồng nghĩa với keo kiệt, hà tiện. Ví dụ: "Thôi đừng trùm sò quá. Có mấy chục ngàn mà". Sự chuyển thể này tương tự như nhân vật Sở Khanh trong Truyện Kiều, đã trở thành một danh từ chung hoặc tính từ chỉ người đàn ông thiếu tư cách, người tồi trong cách đối xử với phụ nữ.